# 상처 (1978년 영화)
"상처"는 1978년에 개봉한 대한민국의 영화이다.

## 캐스팅
- 김자옥
- 이영하
- 유장현
- 이일웅
- 이자영
- 방희정
- 이인옥
- 강주희
- 서진옥